# Epidalea calamita
El sapo corredor (Epidalea calamita) es la única especie del género monotípico Epidalea. Es un anfibio anuro de la familia Bufonidae, nativo de áreas arenosas de Europa central y occidental. Se encuentra en una amplia variedad de hábitats, siendo capaz de sobrevivir en zonas bastante secas siempre que disponga al menos de alguna charca para reproducirse. De hecho, es uno de los anfibios más comunes en gran parte de su área de distribución. Los adultos miden unos 6 cm de longitud. Se distingue del sapo común por una línea amarilla o verde claro longitudinal en la mitad de la espalda. Cuerpo rechoncho y muy verrugoso; glándulas parotídeas paralelas. Tienen patas relativamente largas que le dan su distintivo andar en contraste con los movimientos de salto de muchas otras especies de sapos.

## Descripción
Sapo de entre 5 y 6 cm de longitud, con máximos en las hembras de 9,5 cm y en los machos de 9 cm. Muy raramente alcanzan los 12 cm. Las tallas de las poblaciones ibéricas son algo mayores que las centroeuropeas, a excepción de la población de Doñana donde se observa un fenómeno de enanismo.
Es de aspecto robusto, con las pupilas horizontales, el iris verdoso y las glándulas parotídeas muy marcadas y paralelas. Poseen una línea vertebral amarilla o verdosa clara muy conspicua característica de la especie y que se aprecia ya en los renacuajos recién metamorfoseados. Las patas posteriores son cortas y robustas adaptadas a la marcha y no al salto. Dorso con manchas verdes de contorno no bien definido sobre fondo ocre mostrando un diseño de «camuflaje».

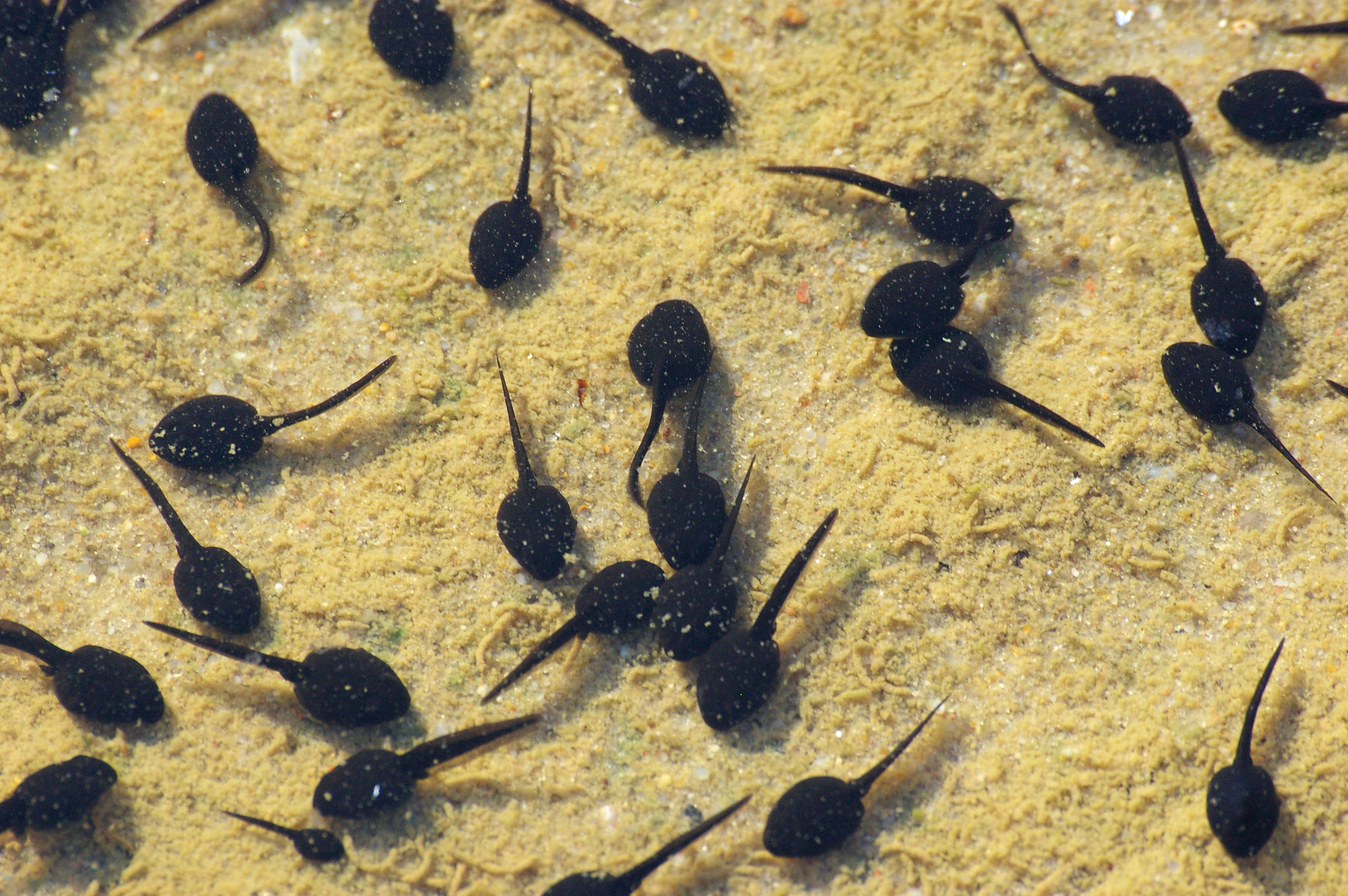
Renacuajos en una charca somera.

Los machos tienen los brazos más robustos y las patas más largas que las hembras, además, durante el celo presentan callosidades en los dedos y un saco vocal desarrollado de tonalidades violáceas o rojizas.
Los renacuajos nacen con 0,35 cm y alcanzan los 3 cm al final de su desarrollo. Tras la metamorfosis su longitud merma hasta los 1,3 cm, momento en el que abandonan el agua, pudiendo ser menores si la charca se deseca antes. Son de color negro por el dorso y grisáceos por el vientre, con manchas blanquecinas al final del desarrollo debido a la transparencia de los intestinos. El espiráculo es recto, dirigido hacia atrás y se encuentra en el lado izquierdo. La distancia entre los ojos es el doble que la distancia entre las narinas. La segunda serie de dientes labiales superiores poseen un diastema central ancho. La cola es redondeada.

## Hábitat y distribución
De hábitos terrestres ocupa casi cualquier hábitat, evitando las regiones eurosiberianas más húmedas y los bosques densos con abundante sotobosque. Requiere de charcas someras o temporales para reproducirse.
Se distribuye por Europa Occidental, Central, islas británicas y Escandinavia, desde Portugal a los países bálticos. En la península ibérica falta en la línea costera cantábrica (Cantabria y Asturias) y en algunas zonas de Pirineos, Aragón y Extremadura. Desde el nivel del mar hasta los 2500 m de altitud.

## Sistemática del géneroEpidalea
En las últimas décadas, el abaratamiento en los costes de implementación de técnicas moleculares y el gran desarrollo de estas y otras técnicas han provocado una pequeña revolución en el ámbito de la taxonomía. Muchas especies de diversos grupos zoológicos han sido reclasificadas en otras anteriormente nominadas o de nueva creación. Los anfibios son uno de los grupos en los que la actividad taxonómica es mayor, y el género Epidalea es un claro ejemplo.
Según autores, Epidalea puede ser un género independiente de la familia Bufonidae o un subgénero del gran grupo formado por el género Bufo. Darrel R. Frost postula la independencia de este género sobre la base de las evidencias proporcionadas por los análisis filogenéticos, al igual que Pedro Beja y colaboradores, y así lo hacían Jeroen Speybroeck y Pierre-André Crochet en 2007. Sin embargo, Alain Dubois y Roger Bour sostienen que Epidalea debe permanecer como subgénero de Bufo ya que mantienen la capacidad de producir adultos híbridos viables. Muchos otros autores, como Albert Masó y Manuel Pijoan o los mismos Speybroeck, Crochet y Wouter Beukema se mantienen en esta segunda postura más conservadora a la espera de nuevas investigaciones. En cualquier caso, todos estos autores coinciden en que se debe ahondar más en las investigaciones para llegar a un acuerdo al respecto.

### Sinonimia de la especie
- Bufo calamita Laurenti, 1768
- Rana foetidissima Hermann, 1783
- Rana portentosa Blumenbach, 1788
- Rana ecaudata Razoumovsky, 1789
- Bufo cruciatus Schneider, 1799
- Rana mephitica Shaw, 1802
- Bufo portentosa Leunis, 1844
- Epidalea calamita Cope, 1864
- Bufo calamita var. alpestris Koch, 1872
- Bufo viridis var. calamita Camerano, 1884

## Ciclo de vida

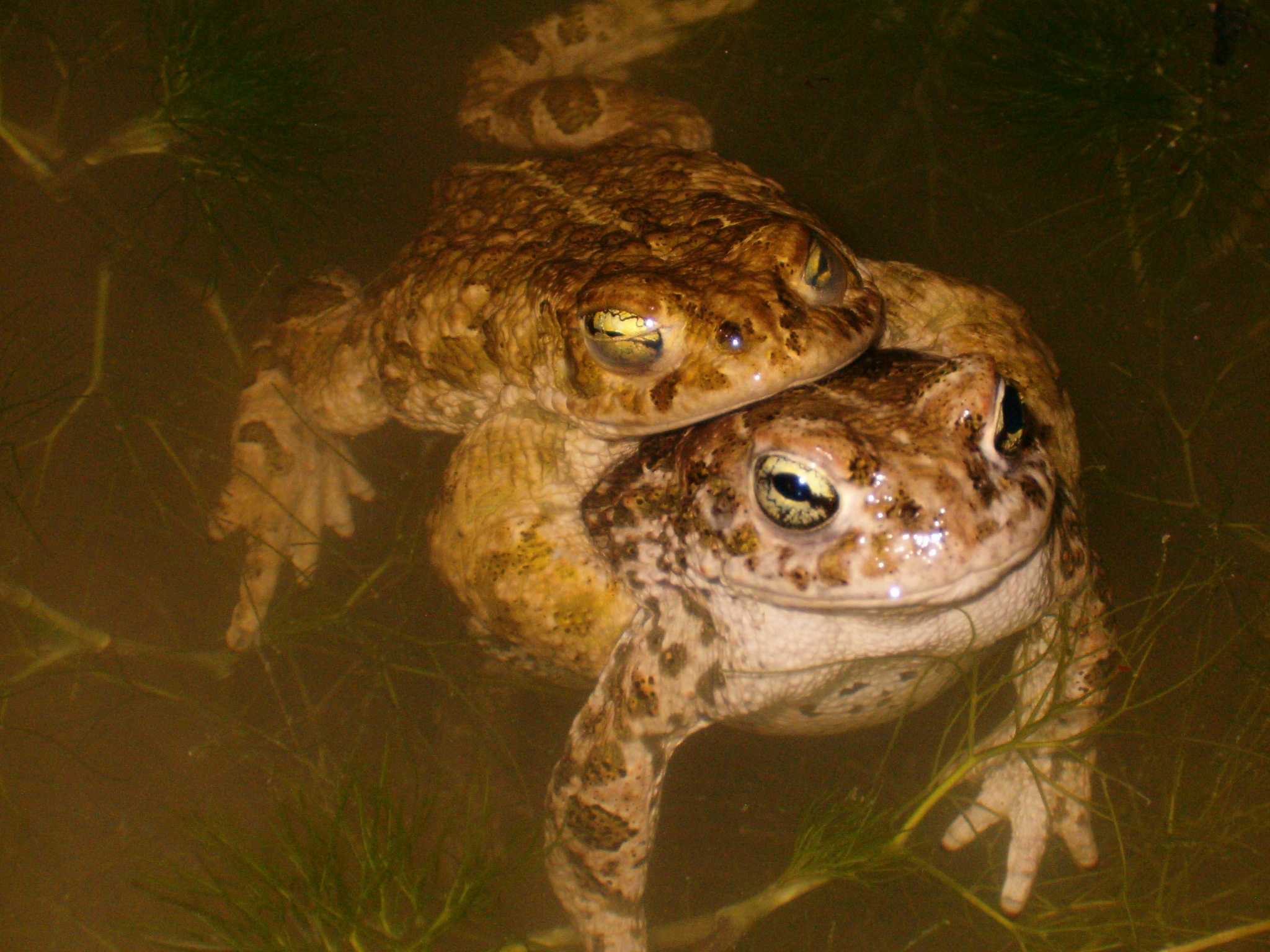
Amplexo de sapo corredor en una charca.

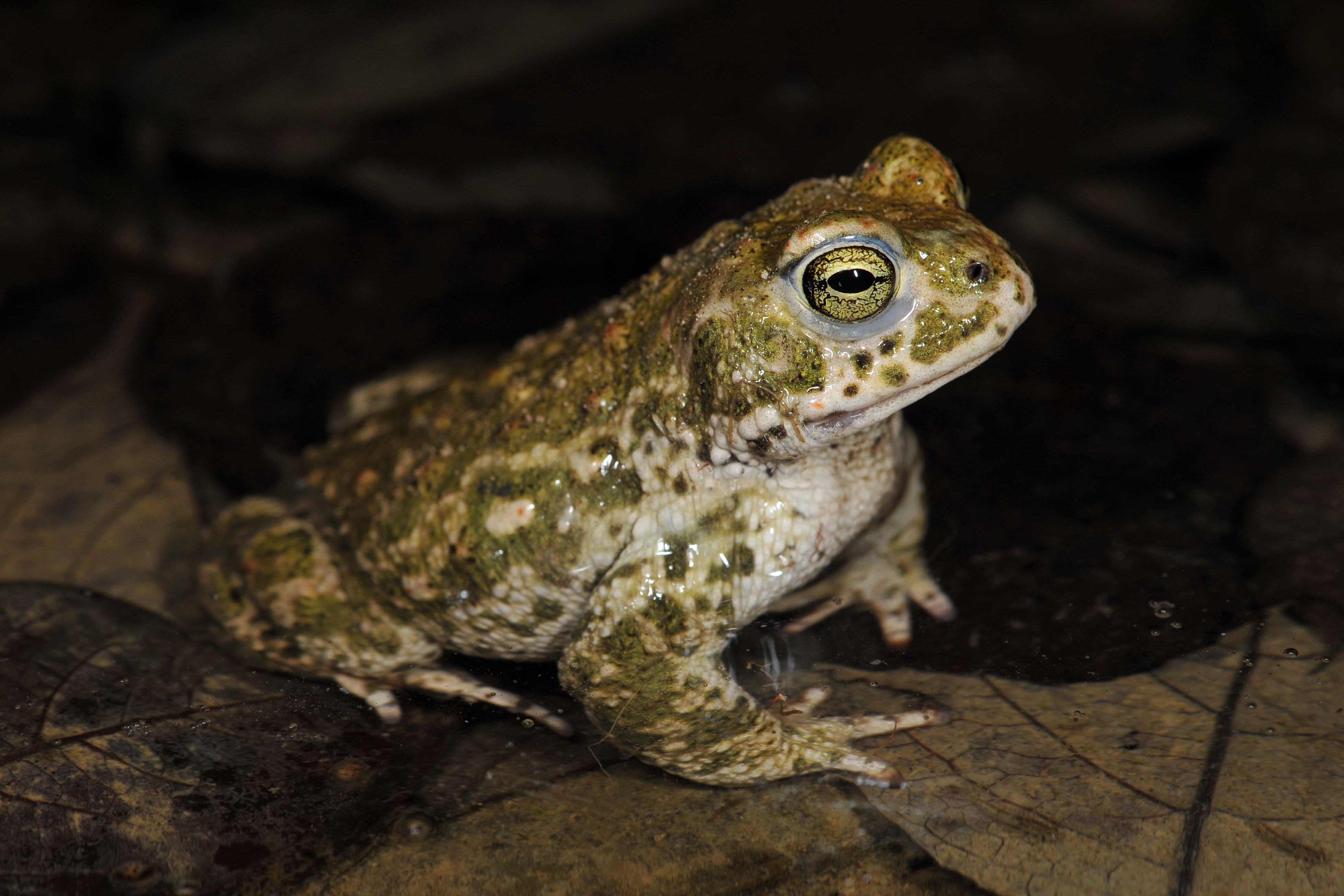
Huevos de Epidalea calamita en una charca

Vive más de doce años y se alimenta de insectos y otros invertebrados. De noche se mueve a lo largo de terrenos abiertos con vegetación; recorre considerables distancias cada noche, posibilitando a la especie la colonización de nuevos hábitats muy rápidamente.
Su llamada de apareamiento es muy fuerte y distintiva que se repite sin descanso, amplificada por el saco vocal bajo el mentón, que les permite reunirse a pesar de encontrarse en poblaciones pequeñas. Además poseen un grito de suelta que se emplea entre machos que se han acoplado por error.
En la península ibérica, su fenología reproductiva es muy amplia, dependiendo de los periodos de lluvia. Así, puede comenzar en otoño en levante y terminar en junio en las poblaciones del centro peninsular en altitudes por encima de los 1000 m s. n. m. En el resto de su zona de distribución se reproducen desde finales de abril a julio, con acoplamiento axilar. Cada hembra puede depositar varios miles de huevos, formando «ristras» en charcas. La puesta en la charca necesita tener un ligero gradiente de profundidad, con vegetación rala en las orillas y en el agua. Frecuentemente son charcas temporales, a veces tan efímeras como roderas de vehículos, y en ocasiones las larvas mueren cuando aquellas se secan. Este riesgo se compensa con el dilatado periodo de apareamiento realizado por distintos individuos, de forma que se pueden encontrar juveniles en septiembre con uno o cuatro meses de edad.

## Estado de conservación
Se encuentra catalogada en la lista roja de especies amenazadas de la Unión Internacional para la Conservación de la Naturaleza (UICN) bajo preocupación menor —LC—. Sus mayores amenazas son la pérdida de hábitat en general y la reducción del hábitat de ribera por construcción de diques y escolleras y acidificación del medio acuático por lluvia ácida y otros factores de polución.